# Zwemsport
Zwemsport of zwemmen is een watersport waarbij de zwemmer zich door middel van arm- en beenbewegingen voortbeweegt in het water. Men onderscheidt recreatiezwemmen en wedstrijdzwemmen. Er zijn verschillende slagen waarmee men zich voortbeweegt: borstcrawl, rugcrawl, schoolslag, rugslag en vlinderslag. Zwemmen wordt gezien als een zeer gezonde vorm van recreatie en lichaamsbeweging. Dit onder meer omdat vrijwel alle spieren van het lichaam gebruikt worden en, doordat het lichaam gedragen wordt door het water en er geen harde stootbewegingen zijn, de gewrichten niet zo zwaar worden belast als bijvoorbeeld bij hardlopen. Hierdoor wordt de kans op blessures verkleind. Dit maakt zwemmen geschikt voor mensen met (fors) overgewicht, omdat ze bij zwemmen, anders dan bij veel andere sporten, geen hinder ondervinden van hun lichaamsgewicht. De fysiotherapie maakt dankbaar gebruik van de eigenschappen van water voor het vergemakkelijken van therapeutische lichaamsoefeningen.
Zwemmen kan op jonge leeftijd worden aangeleerd. Veel ouders nemen baby's en kleinere kinderen mee om te zwemmen in een zwembad of recreatieplas. Er bestaat ook babyzwemmen en peuterzwemmen voor de jongste kinderen. Daarna gaan kinderen vaak naar zwemles.
Doorgaans is de motoriek van een kind rond het 6e of 7e levensjaar voldoende ontwikkeld. In Nederland is het schoolzwemmen, zwemles in schoolverband, veelal verplicht. Een leerling kan verschillende zwemdiploma's halen, waarbij naast een steeds langere afstand nieuwe zwemslagen, duiken en zwemmend redden bijkomende onderdelen zijn. Nederland heeft hierdoor een van de hoogste percentages personen die kunnen zwemmen, waarbij dit op relatief jonge leeftijd wordt geleerd.
Training voor wedstrijdzwemmen wordt gegeven bij zwemverenigingen. Een topzwemmer zal vaak al een jaar of tien trainen op techniek, snelheid, kracht en uithoudingsvermogen voordat internationaal goede resultaten worden behaald.

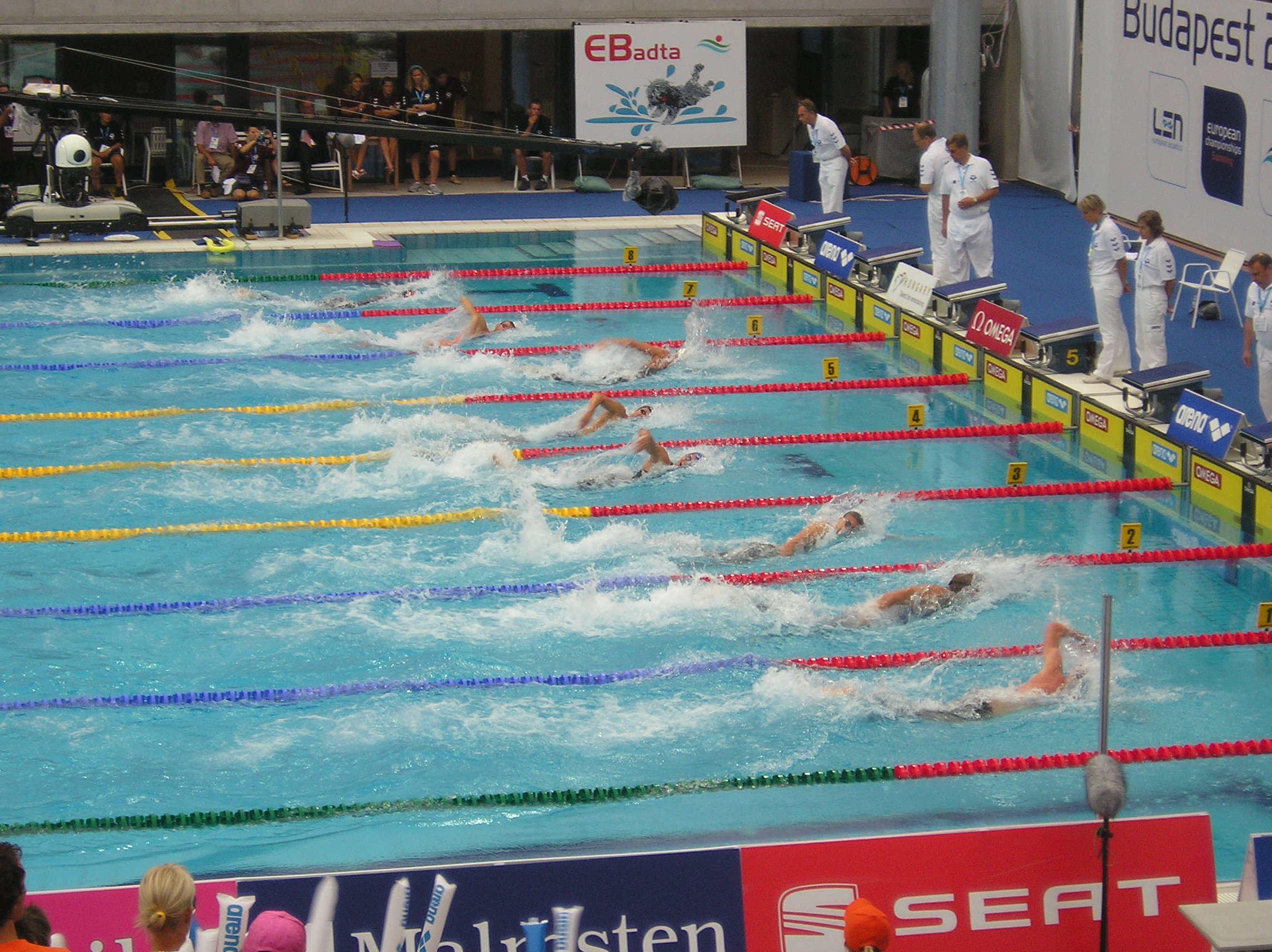
Competitiezwemmen: de Europese kampioenschappen zwemmen 2006 in Boedapest. Pieter van den Hoogenband (Ned) in baan 5

## Zwemtechniek en -infrastructuur

### Wedstrijdzwemmen
Wedstrijdzwemmen wordt beoefend in een 25-meterbad (kortebaan), een 50-meterbad (langebaan) of in open water. Bij een zwemwedstrijd in het zwembad kunnen, afhankelijk van het aantal banen in een zwembad, meestal vijf tot acht deelnemers tegelijk starten. De banen zijn gescheiden door drijvende lijnen, of de nieuwe strak boven het water gespannen lijnen die speciaal zijn ontworpen om zo min mogelijk golving in de andere banen te krijgen. Het zwembad moet bij de NK/EK/WK een minimumtemperatuur van 26 graden Celsius hebben. Nog altijd worden start- en aankomsttijden met de hand geklokt. Ook zijn er een aantal baden waar de tijden elektronisch worden gemeten door middel van sensoren, waarbij de thuisplaat moet worden aangetikt met de handen. Omdat dit ook nog weleens verkeerd gaat, heeft de official een back-upknop, en wordt voor de zekerheid ook nog met de hand geklokt. Ook zijn er zwembaden in Nederland met een semiautomatisch systeem; hierbij wordt er wel gecontroleerd op het begin, maar moet de eindtijd worden vastgesteld door een tijdwaarnemer. Het correct uitvoeren van het keerpunt wordt meestal vastgesteld door een persoon die zich aan de andere kant van het bad bevindt (dit kan ook de tijdwaarnemer zijn) maar kan ook door middel van sensoren of met behulp van onderwatercamera's worden gecontroleerd. Bij een officiële zwemwedstrijd zijn altijd een aantal officials aanwezig.

### Zwemtechniek
Bij het zwemmen is de techniek een belangrijk element. Enkele hoofdpunten zijn:
- Stroomlijn (met een gestrekte houding in het water liggen 1.1350).
- Onderwaterfase met zo veel mogelijk water pakken door ongeveer 1 à 3,72 meter in het water te liggen, zo kan men boven en onder het lichaam evenveel water pakken, en daardoor sneller vooruit gaan.
- Hoge elleboog. Bij de schoolslag en de borstcrawl kan men hiermee het meeste water pakken.

### Grondvormen / stijlen van zwemmen
Er bestaan vele zwemtechnieken. In 1798 publiceerde Johann Christoph Friedrich GutsMuths zijn Kleines Lehrbuch der Schwimmkunst zum Selbstunterrichte: Enthaltend eine vollständige praktische Anweisung zu allen Arten des Schwimmens nach den Grundsätzen der neuen Italienischen Schule des Bernardi und der älteren Deutschen, een boekje van 124 pagina's waarin hij meerdere zwem-, duik- en sprongtechnieken beschreef, waaronder ook het Seitenschwimmen dat al in de klassieke oudheid werd beschreven en waarvan de huidige (militaire) combat side stroke (CSS) van de Amerikaanse Navy SEALs afgeleid is.

### Hedendaagse wedstrijddisciplines
Bij het moderne reglementair georganiseerde wedstrijdzwemmen als sport komen de volgende categorieën voor:
- Vrije slag
- Vlinderslag
- Rugslag
- Schoolslag
- Borstcrawl
- Rugcrawl
- Wisselslag

In de categorie vrije slag mag de zwemmer zwemmen wat hij wil en hoe hij wil. In de praktijk gebruikt men meestal de borstcrawl omdat dit voor de meeste mensen de snelste slag is. De rugslag is de enige slag waarbij op de rug gezwommen mag worden. In de praktijk wordt hier vaak rugcrawl, enkelvoudige rugslag of samengestelde rugslag gezwommen.
De gebruikelijke afstanden zijn: 50, 100 en 200 meter. Bij de vrije slag ook de 400, 800 en 1500 meter. Daarnaast worden in Nederland bij het zogeheten open water ook langere afstanden gezwommen zoals twee, drie, vijf en tien kilometer. Internationaal worden er zelfs marathons gezwommen van 12 tot 88 km (stroomafwaarts).
Naast de reeds genoemde grondvormen, bestaan er diverse variaties:
- Individuele wisselslag: 100, 200 en 400 meter, waarbij een kwart van de afstand in elk van de vier zwemtechnieken door dezelfde zwemmer wordt gezwommen. De volgorde bij individuele wisselslag is vlinderslag, rugcrawl, schoolslag, vrije slag.

- Wisselslagestafette: 4x50, 4x100 en 4x200 meter, waarbij vier zwemmers elk een kwart van de afstand met een andere zwemslag afleggen.
Bij de estafette is de volgorde van de slagen anders, namelijk rugslag, schoolslag, vlinderslag en vrije slag. Er wordt gestart met rugslag omdat de start vanuit het water lastig is te combineren met het aantikken van een eerdere zwemmer.

- De olympische afstanden zijn de afstanden die worden gezwommen op de Olympische Spelen. De niet-olympische afstanden zijn de afstanden die wel op Wereldkampioenschappen en Europese Kampioenschappen worden afgelegd.

#### Parameters
De stroke efficiency index of swolf is een maat voor de efficiëntie van de zwemslag. Deze index is de som van het aantal zwemslagen en de tijdsduur (in seconden) om 25 meter af te leggen. Hoe lager de index, hoe effectiever de zwemslag:
- < 30 : excellent
- 30-40 : zeer goed
- 40-50 : beter dan gemiddeld
- 50-70 : gemiddelde zwemmer
- > 70 : slechter dan gemiddeld

Daarnaast geeft de critical swimming speed of css, de zwemsnelheid die je in theorie over langere periode zou moeten kunnen volhouden.

#### Nieuwe zwemtechnieken
Een alternatieve vorm van borstcrawl is "total immersion swimming". Dit is een aangepaste zwemslag, waarbij het doel is een grote efficiëntie te bereiken door het minimaliseren van de weerstand. Dit staat tegenover wedstrijdzwemmen waarbij het behalen van een zo hoog mogelijke snelheid van belang is. Omdat de benen weinig worden gebruikt, is deze techniek interessant voor triatleten.

## Zwemkampioenschappen
Naast club- en districtskampioenschappen kent het wedstrijdzwemmen nationale, continentale en wereldkampioenschappen, zowel op de langebaan (50 meter) als de kortebaan (25 meter). Zwemmen is daarnaast een volwaardige Olympische sport, die sinds de allereerste editie van de moderne Olympische Spelen (te Athene, 1896) op het programma staat. Ook voor gehandicapten worden nationale, internationale en Olympische zwemkampioenschappen gehouden.

### Nationale Wedstrijden
Per seizoen (lopend van september tot juni) wordt een groot aantal nationale wedstrijden afgewerkt. Ook worden in het zomerseizoen in het open water kampioenschappen gehouden. In een seizoen zijn er voor de oudere zwemmers (jongens vanaf 18 jaar, meisjes vanaf 16 jaar) 3 Nationale kampioenschappen in het bad. Er is een NK korte baan (25m bad), wat meestal wordt gehouden in december, een NK lange baan (50m bad), meestal in juni gehouden, maar soms naar voren wordt geplaatst en een NK sprint, eind juni of begin juli waarbij alleen de kortste afstanden worden gezwommen in een 25m bad. Om aan een NK deel te nemen, moeten limieten worden gehaald. Zodra een zwemmer daaraan voldoet, is hij of zij gerechtigd om deel te nemen. Tijdens de NK's zijn er per gezwommen afstand medailles te behalen in de volgende categorieën:
- Heren Senioren
- Dames Senioren
- Heren Jeugd (17 en 18 jaar)
- Dames Jeugd (15 en 16 jaar)

Ook zijn er nog medailles te behalen tijdens de estafettes, waarbij in clubverband tegen elkaar wordt gestreden.

#### Nationale Junioren Kampioenschappen
De jongere zwemmers, de zogenaamde junioren, strijden tegen elkaar voor het nationaal kampioenschap in andere wedstrijden, de nationale junioren kampioenschappen (NJK). Hiervan is ook een lange en een korte baan variant. De zwemmers strijden hier alleen tegen zwemmers die in hetzelfde jaar zijn geboren als zijzelf. De categorieën zijn:
- Dames junioren 1 (11 en 12 jaar)
- Dames junioren 2 (13 jaar)
- Dames junioren 3 (14 jaar)
- Heren junioren 1 (13 jaar)
- Heren junioren 2 (14 jaar)
- Heren junioren 3 (15 jaar)
- Heren junioren 4 (16 jaar)

Ook strijden deze zwemmers mee tijdens het NK sprint, dat op een ander weekend, veelal het weekend na de NJK lange baan, wordt gehouden.
Plaats van handeling bij de lange baan is bijvoorbeeld het Sloterparkbad in Amsterdam en de Tongelreep in Eindhoven, terwijl het NJK 2009 korte baan in Dordrecht is gehouden en de NK sprint 2009 in Alkmaar is gehouden.

#### Nationale Jaargangwedstrijden
De nationale jaargangfinales worden gehouden aan het einde van het zwemseizoen. Daar zwemmen de jongste zwemmers om het officieuze nationale kampioenschap in hun leeftijdsgroep. Het is geen officieel NK, omdat de KNZB er geen ondersteuning aan geeft. De wedstrijd wordt gehouden in Dordrecht en wordt gezwommen in het 50m bad. In januari/februari zijn er in Leiden ook altijd jaargangwedstrijden, wat geldt als het officieus kampioenschap korte baan. Voor deze wedstrijden gelden geen limieten, maar worden de beste 18 zwemmers van Nederland uitgenodigd.

### Belangrijkste internationale zwemtoernooien

#### Langebaan (50 meter)
- Olympische Zomerspelen (sinds 1896)
- Wereldkampioenschappen (sinds 1973)
- Europese kampioenschappen (sinds 1926)

#### Kortebaan (25 meter)
- Wereldkampioenschappen (sinds 1993)
- Europese kampioenschappen (sinds 1991)
- Wereldbeker (sinds 1989)

## Uit het zwemmen voortgekomen en aanverwante sporten
- Masters zwemmen
- Openwaterzwemmen
- Schoonspringen
- Synchroonzwemmen
- Vinzwemmen
- Waterpolo
- Winterzwemmen
- Zwemmend redden